# Sotgräsfågel
Sotgräsfågel (Cincloramphus cruralis) är en fågel i familjen gräsfåglar inom ordningen tättingar.

## Utseende och läte
Sotgräsfågeln är en stor och brun tätting med lång stjärt och långa, kraftiga ben. Ovanligt för gräsfåglar är könen olika tecknade och dessutom  olika stora, med den största storleksskillnaden mellan könen bland alla tättingar.
Hane i häckningsdräkt är karakteristisk, gråaktig med brunkantade fjädrar ovan, undertill mycket mörkt grå på buk, bröst och ansikte. Honan är sandbrun ovan med svartbruna fjädercentra, svartaktig streckning på hjässan och ett svagt ljust ögonbrynsstreck. Vidare är stjärten svartaktig med ljusare bruna kanter. Hane utanfrö häckningstid liknar honan, men är mycket större. Sången består av en fras med fem gnissliga toner.

## Utbredning och systematik
Fågeln förekommer i Australien (förutom de östra och allra nordligaste kustregionerna). Den behandlas som monotypisk, det vill säga att den inte delas in i några underarter.

### Släktestillhörighet
Traditionellt placerades fågeln tillsammans med rostgumpad gräsfågel i släktet Cincloramphus. DNA-studier från 2011 visade dels att de båda arterna inte är varandras närmaste släktingar, dels att de står nära flera arter traditionellt placerade i Megalurus, dock med osäkerhet kring placeringen för typarten i Megalurus, strimgräsfågeln. Detta tolkades på olika sätt av olika taxonomiska auktoriteter: vissa förde brun lärksångare med släktingar trots allt till Megalurus, som här, medan andra begränsade Megalurus till strimgräsfågeln och förde istället fler arter till Cincloramphus, som har prioritet.
Senare DNA-studier från 2018 visar att det senare mer korrekt återspeglar släktskapet, eftersom strimgräsfågeln visats sig stå närmare diverse afrikanska gräsfåglar i bland annat släktet Bradypterus.

### Familjetillhörighet
Gräsfåglarna behandlades tidigare som en del av den stora familjen sångare (Sylviidae). Genetiska studier har dock visat att sångarna inte är varandras närmaste släktingar. Istället är de en del av en klad som även omfattar timalior, lärkor, bulbyler, stjärtmesar och svalor. Idag delas därför Sylviidae upp i ett flertal familjer, däribland Locustellidae.

## Levnadssätt
Sotgräsfågeln hittas under större delen av året i öppna och trädlösa grässlätter och Atriplex-stäpp med några få spridda träd. Där rör den sig nomadiskt efter nederbörd. Under våren flyttar den söderut för att häcka i vetefält. Den ses ofta sitta på staketstolpar. Hanen utför en spelflykt genom att stiga högt upp för att sedan falla ner med vingarna resta och benen dinglande.

## Status
Arten har ett stort utbredningsområde och beståndet anses stabilt. Internationella naturvårdsunionen IUCN listar den därför som livskraftig (LC).